# Pachychernes gracilis
Pachychernes gracilis es una especie de arácnido  del orden Pseudoscorpionida de la familia Chernetidae.

## Distribución geográfica
Se encuentra en Ecuador.